# 日耳曼王權
日耳曼王權（Germanic kingship）指的是前基督教時代日耳曼人部族在民族大遷徙（約西元300年至700年間）的時代和中世纪前期（約西元700年至1000年間）時與國王相關的各種習俗和習慣。在日耳曼人的社會，「國王」（原始日耳曼語：*kuningaz）這頭銜最早是源於自貴族家庭中透過選舉選出的軍事和神聖的領袖的頭銜的，而這些受選舉的人，在前基督教時代的日耳曼人社會，一般被認為有著神聖的先祖。
日耳曼人的君主制度最初是異教性質的，但在民族大遷徙的過程中，他們與羅馬帝國與基督教的接觸很大程度地改變了其君主制度的結構，並使之演變為中世紀時期的封建君主制。
「蠻王」（barbarian monarchy）這個具嘲諷性的稱呼有時會被用於提及在西元476年後和六世紀期間統治先前為西羅馬帝國領土的地區的日耳曼人國王的文字中，尤其常用於義大利的日耳曼人君王之上；而在同樣的內文中，日耳曼法也常被冠以「蠻法」（leges barbarorum）等具嘲諷性的稱呼。

## 用語
英語的「king」一詞源自古英語的「cyning」，而古英語的「cyning」則源自原始日耳曼語的「*kuningaz」。原始日耳曼語的「*kuningaz」一詞在早期便為愛沙尼亞語和芬蘭語所借用，並在愛沙尼亞語和芬蘭語中以「kuningas」的形式呈現。
「*kuningaz」這個指稱「國王」的詞和其他印歐語系語言中指稱「國王」的詞在形式上明顯地不同（原始印歐語中指稱「統治者」的詞為「*rēks」，拉丁語的「rēx」、梵語的「rājan」和愛爾蘭語的「ríg」都被認為源自原始印歐語的「*rēks」一詞；然而「*rēks」這個詞根可能並未在日耳曼語族語言中消失，詳情可見哥德語的「reiks」和現代德語的「Reich」（意即「帝國」）與現代荷蘭語的「rijk」（意即「帝國、王國、國家」）等詞的相關資訊）。原始日耳曼語的「*kuningaz」一詞是藉由在「*kunjom」（意即「親族」，對應至古英語的「cynn」和現代英語的「kin」等詞）這詞後方加後綴「-inga-」派生而來的，其字面上的意義為「（貴族）親屬之苗裔」或「高貴出身者的兒子或後代」。（根據《牛津英語詞典》的內容）
日耳曼諸語中尚有其他指稱國王的字眼，這些詞源自指稱「人民、國家」的詞而非源自指稱「親族」的詞。像古諾爾斯語的「fylkir」（源自*fulka一詞）和哥德語的「þiudans」（源自*þeuda一詞）等詞皆為其例。
其他一些相似的詞未必被用以指稱國王，但被用以指稱任何的貴族，如古英語的dryhten（源自意為「軍隊、民眾、群眾」的*druhtiz一詞）、þēoden（源自*þeuda一詞）和æðeling（源自意為「貴族家長」的*aþel一詞）等詞皆為其例。
在日耳曼諸語的詩詞中，用於指稱「君王」或「主子」的「複合隱喻語」（kenning）包括了古英語的beah-gifa（意即「賜人戒指者」，此典故出自貝奧武夫）。
英語的Earl和斯堪地那維亞語言的jarl是用於王權等級之下的小型群眾領袖或酋長的頭銜。英語的「lord」（源自古英語的hlāford）一詞是另一個用於頭目之上的「複合隱喻語」，且其他日耳曼語族語言中沒有類似的字眼。古諾爾斯語的「hofðing」亦是一用於頭目的字眼。而源自拉丁語並在中世紀晚期被引入的captain一詞亦有著相類的意思。

## 前基督教時期的日耳曼王權
日耳曼人的君王最初有三個職責：
- 在民眾會議時擔任裁判
- 在獻祭時擔任祭司
- 在戰爭時擔任軍事領袖

這個職位是世襲的，但新王在登基前，需要有人民的同意。國王的所有兒子都有權繼承無位，而這點讓兩兄弟同時被選為國王的二王共治的狀況經常出現。這種情況到後來演變成了領土被認為是國王世襲財產的一部份，也就是可繼承的遺產，而這成了封建戰爭的導火線，因為國王可以聲稱某塊在其事實上統治範圍外的土地是他所有的。
做為前基督教時代高階祭司的一種，國王在當時經常聲稱自己是某個神的後代。在斯堪地那維亞國家當中，國王在烏普薩拉神殿（Temple at Uppsala）等宗教要地管理（異教的）獻祭（所謂的Blót）。拒絕管理Blót可能會讓國王失去權力（對此可參見哈康一世和阿農德·戈爾德斯克的條目）。
根據塔西陀的見聞（《日耳曼尼亚志》），日耳曼人早在西元一世紀時就已發展出選舉君主制了。
「他們依人的出生選國王，依人的功績選將軍。這些國王的權力不是無限或任意的，而這些將軍藉由做榜樣而非使用權威（來領軍）。」
前基督教時代的日耳曼人社會有三個階層，分別是國王、貴族和自由民。他們相對的政治影響力在「庭」中進行協調。據塔西陀的見聞所言，
「君為輕，民為要。不過即使最後的決定操之於民，討論的事務總是會被酋長們給完整地討論過一遍。（在會議中，當）多數人認為妥當時，他們便會在處於武裝的狀態下坐下。靜默是由祭司宣告的，這些祭司他們在如此場合上有維持秩序的權力。然後國王或者酋長的意見，會根據其年齡、出身、戰功和口才等，而被人們（決定要如何）聽取，（國王或酋長的意見是否會被聽取），更多是取決於他在說服他人的影響力而非他命令人的權力。假如國王或酋長的意見讓聽眾不滿，聽眾便會低語拒絕；假如聽眾獲得滿足，他們便會揮舞長矛。」
塔西陀注意到說各個部族都有自己的習慣法，而不同國家間國王的權力會有所差異。他注意到說哥德人的國王「儘管比其他的日耳曼部族的國王還嚴厲一些，但其統治不致於和自由無法相容。」；而在哥德人之外，位於日耳曼尼亚邊緣地區、靠近波羅的海的Rugii人和Lemovii人則「低聲下氣地順從國王。」

## 歷史
羅馬帝國衰亡時，許多前羅馬帝國的省份都成為日耳曼諸部國王的領土：西班牙成為西哥德人的領土、義大利成為東哥德人的領土、高盧成為法蘭克人的領土、不列顛尼亞成為盎格魯-撒克遜人，而阿非利加則成為汪達爾人的領土。這些王國在此之前就已和羅馬有所接觸長達一個世紀之久並吸收了很多羅馬的習俗，他們亦已經接納基督教信仰而許多前基督教時期的習俗正逐漸地被取代。
在墨洛溫王朝統治下的法蘭克人國家有許多日耳曼人君主制的特徵，並受到世俗及教會羅馬的大量影響。這國家的國王，從其分割領土的做法可知他們不將國家視為獨立於自身的存在，而將之視為可繼承的遺產、其自身或其父祖藉征服贏得的土地。國王在當時主要是戰爭領袖和法官。有很多理論嘗試解釋墨洛溫王朝的垮台，其中多數的理論都將後期墨洛溫王朝君王在戰爭中的無能給視為一個重要的因素。西日貝爾三世在一次戰爭失敗後在他的馬背上哭泣這個常被引據的狀況說明了對於一個主要是戰士的國王而言在戰鬥中獲勝的重要性。
在日耳曼人君主制中，做為決定繼承者的選舉原則在那些受到教皇制影響最深遠的國家中被廢棄，像墨洛溫王朝統治下的高盧就是一個例子，在墨洛溫王朝統治下的高盧當中，世襲繼承的做法和統治王朝的神聖權力是被認可的。在盎格魯-撒克遜人統治下的不列顛，選舉原則直到诺曼征服英格兰並將之移除前，選舉原則都一直存在。盎格魯-撒克遜人的國王由贤人会议選出。最後，在某些地區，選舉原則在日耳曼人君主制度消逝後的幾個世紀依舊以某種形式繼續留存，斯堪地那維亞國家中世紀時的內戰及神聖羅馬帝國的選帝侯都是選舉原則遺緒的一部份。

## 日耳曼君主制度列表
| - 挪威君主列表 - 瑞典君主列表 - 丹麦君主列表 - 弗里西王國（Frisian Kingdom） - 法兰克国王列表 - 麥西亞王國國王列表 - 諾森布里亞國王列表 - 威塞克斯王國國王列表 - 東盎格利亞王國國王列表 - 肯特王國國王列表 - 意大利统治者列表 - 列支敦士登大公列表 | - 汪達爾人 - 盎格魯-撒克遜人 - 朱特人 - 法蘭克人 - 哥德人 - 西哥德人 - 東哥德人 - 蘇維匯人 - 勃艮第人 - 阿勒曼尼人 - 图林根人 | - 墨洛溫王朝 - 卡洛林王朝 - 倫巴底國王列表 - Agilolfing - 英國七國時代君主列表 - 勃艮第王國國王 - Ynglings - Wuffingas - 丹麦王朝 |

## 腳註
1. ↑  這也為廿世紀早期時俄羅斯的中世紀學者所用，這些俄羅斯的中世紀學者認為日耳曼部族的君主制度與干草原區游牧民族的制度有相似性。 Painter, A History of the Middle Ages 284−1500.
2. ↑  Reges ex nobilitate, duces ex virtute sumunt. Nec regibus infinita aut libera potestas: et duces exemplo potius, quam imperio, si prompti, si conspicui, si ante aciem agant, admiratione praesunt.
3. ↑  
 De minoribus rebus principes consultant; de majoribus omnes: ita tamen, ut ea quoque, quorum penes plebem arbitrium est, apud principes pertractentur. [...] 
Ut turbae placuit, considunt armati. Silentium per sacerdotes, quibus tum et coercendi jus est, imperatur. Mox rex vel princeps, prout aetas cuique, prout nobilitas, prout decus bellorum, prout facundia est, audiuntur, auctoritate suadendi magis, quam jubendi potestate. Si displicuit sententia, fremitu aspernantur; sin placuit, frameas concutiunt.
4. ↑  Trans Lygios Gothones regnantur, paulo jam adductius, quam ceterae Germanorum gentes, nondum tamen supra libertatem. Protinus deinde ab Oceano Rugii et Lemovii omniumque harum gentium insigne, rotunda scuta, breves gladii, et erga reges obsequium.